# Zijwindlanding

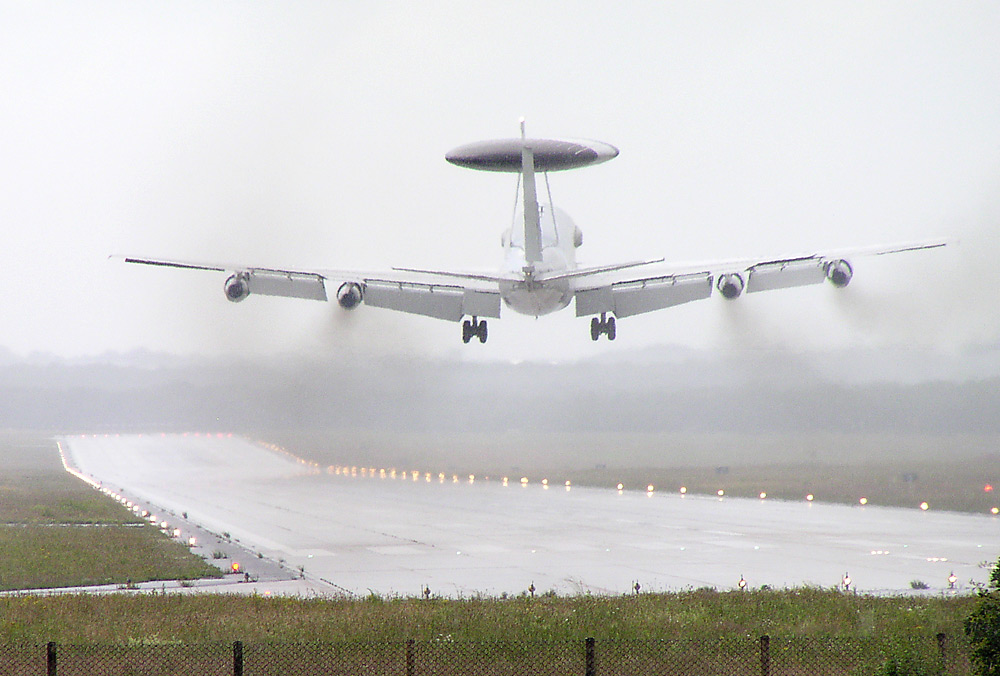
Een Boeing E-3A, AWACS, maakt een zijwindlanding

Een zijwindlanding in de luchtvaart is een landing van een vliegtuig bij een aanzienlijke wind dwars op de landingsbaan.

## Algemeen
Vliegtuigen zijn gewoonlijk richtingstabiel, dat wil zeggen dat ze ertoe neigen altijd de richting te zoeken met de neus in de wind. Als er een zijwind heerst zal het vliegtuig gieren, draaien in het horizontale vlak en met een opstuurhoek de landingsbaan naderen. Dit is geen ideale stand om mee te landen omdat het landingsgestel is berekend op een landing waarbij de wielen zo veel mogelijk in de lengterichting van de landingsbaan zijn gericht. (Uitzondering hierop is de B-52. Deze heeft daarvoor een stuurmechanisme waardoor het toestel ook "scheef" kan landen terwijl de wielen evenwijdig staan aan de as van de landingsbaan.)
Om bovenstaande problemen op te lossen zijn drie standaardprocedures ontwikkeld.

## Standaardprocedures
Deze richtlijnen komen uit een Boeing instructieboek voor piloten. Er worden drie landingsmethoden onderscheiden, de de-crab, crab en sideslip-techniek.

### De-crab
Het doel van deze techniek is om bij het landen de vleugels horizontaal en het toestel in het midden van de landingsbaan te houden. De neus staat in de wind zodat het vliegtuig een hoek maakt ten opzichte van de as van de landingsbaan (opsturen).
Dit geeft de indruk dat het toestel zijdelings aan komt vliegen en kan desoriënterend werken voor de piloot.
Voor evenwicht wordt gezorgd door een balans tussen de zijwind, of eigenlijk de weerstand daarvan, en de voortstuwing van de motoren. De vleugels worden horizontaal gehouden gedurende de gehele landing. Vlak voor de flare, het "afvangen", wordt het richtingsroer gedraaid ('voeten links' in bovenstaande situatie) zodat de richting van het toestel verandert naar evenwijdig aan de landingsbaan, hierbij wordt tegelijkertijd de tegenoverliggende aileron gebruikt ('yoke rechts' in bovenstaande situatie) om het vliegtuig horizontaal te houden zodat bij het op de grond neerkomen de romp, de vector van de snelheid en de rolhoek in de richting van de landingsbaan zijn en het vliegtuig bij de as van de landingsbaan.

### Crab

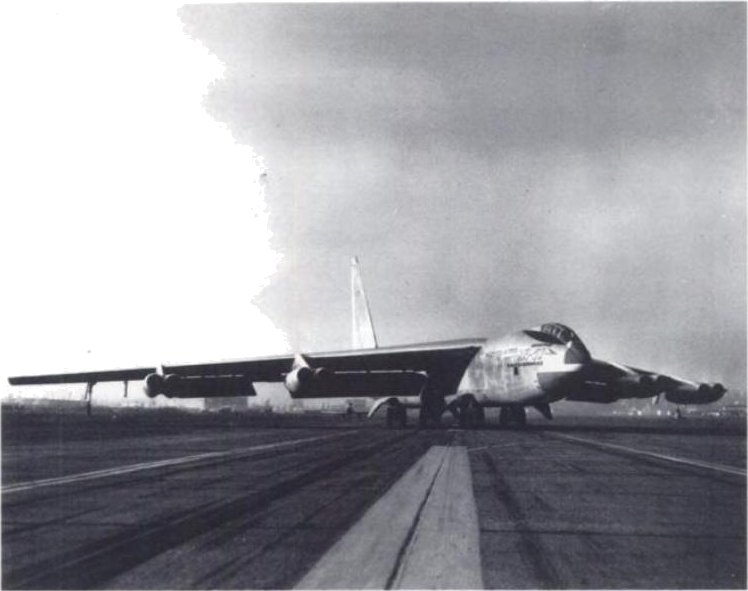
Boeing XB-52 tijdens een 'crab-landing'

Deze techniek lijkt op de 'de-crab-techniek', maar hierbij komt het vliegtuig in schuine stand, "crabbend" op de grond terecht.
De schuine stand van het toestel wordt na de landing gecorrigeerd door het sturen met de wielen.
Het nadeel van deze methode is de grote zijwaartse stress op het landingsgestel. Er zijn daarom snelheidsbeperkingen voor deze techniek en hij wordt ook niet algemeen aanbevolen.
Een uitzondering hierop betreft de B-52 Stratofortress. De B-52 heeft een ongebruikelijk landingsgestel. Het bestaat uit vier dubbele hoofdwielen die achter elkaar onder de romp geplaatst en bovendien bestuurbaar zijn (en twee kleine zijwielen onder de vleugeltippen). Door het draaien van de acht hoofdwielen (en ze parallel aan de hartlijn van de landingsbaan te draaien, onafhankelijk van de feitelijke positie van het toestel) maakt dit het mogelijk om met zijwind te landen door middel van een 'crab-landing' zonder dat dit ongewenste grote zijdelingse krachten op het landingsgestel oplevert.

### Sideslip

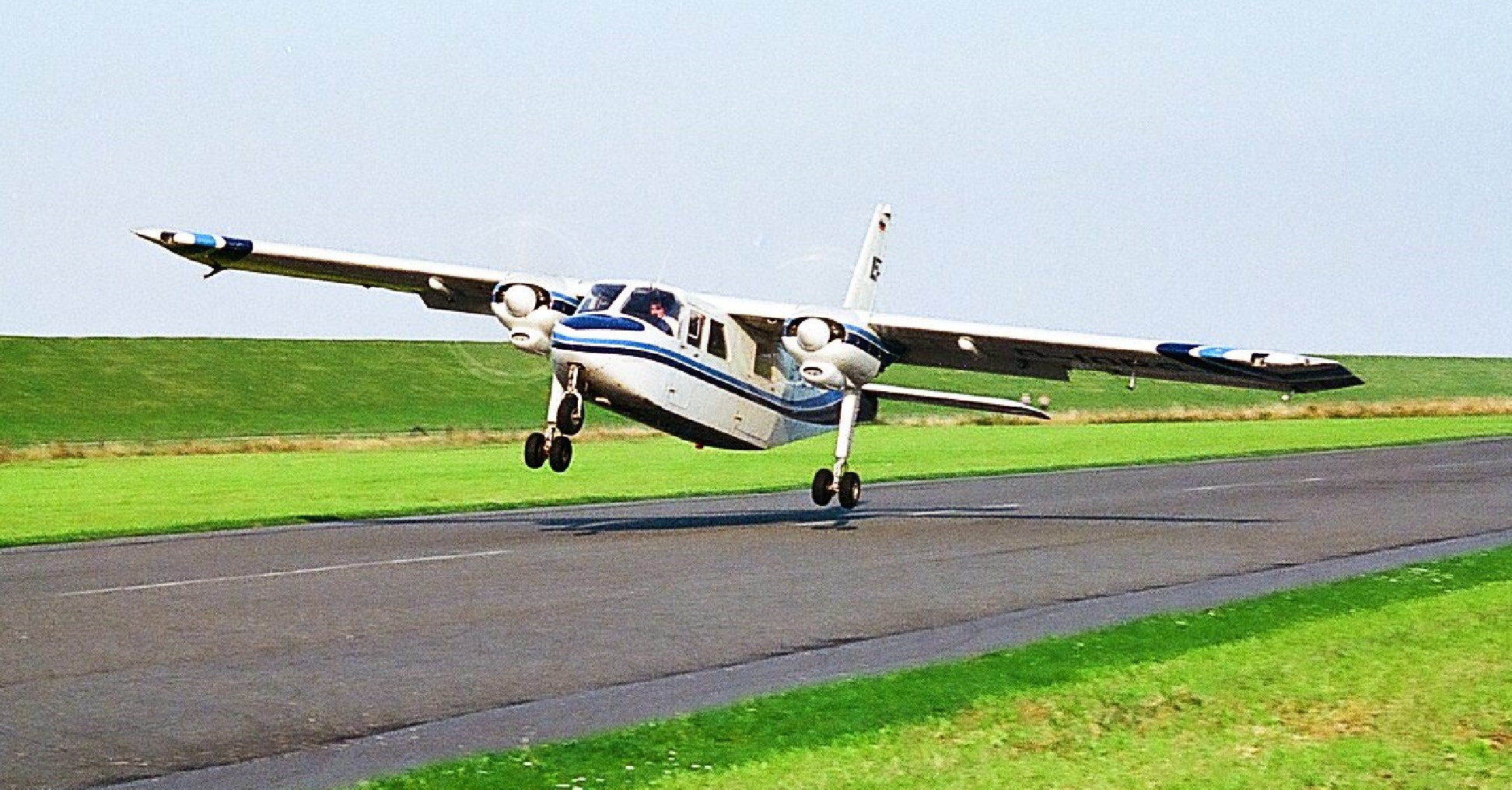
BN-2 Islander, 30 kts crosswind

Deze techniek vereist meer vaardigheid dan voorgaande technieken: het doel is om de richting van het toestel evenwijdig te houden aan de as van de landingsbaan. De aanvliegroute is als die voor de ’’crablanding’’ om de drift, het met de wind mee opzij bewegen, tegen te gaan.
Door richtingsroer en ailerons wordt de richting gecorrigeerd terwijl het vliegtuig de neiging heeft in de wind te vliegen. Dit vereist veel controle. De dihedrale stand van de vleugels, dat wil zeggen met een kleine hoek omhoog vanaf de romp naar de tip, zorgt ervoor dat het vliegtuig de neiging tot rollen vertoont; ook dit moet met de ailerons worden gecorrigeerd.
De landing vindt gewoonlijk plaats met een kleine rolhoek waarbij het vliegtuig landt op het landingsgestel aan de kant waar de wind vandaan komt. Overcorrectie zorgt voor het risico dat de motorgondel of vleugeltip de grond raakt en moet uiteraard worden voorkomen.
Sterke zijwind vraagt meestal om een combinatie van de crab- en sideslip-techniek.